# Vic Akers
Pour l’article homonyme, voir Akers.
Victor David Akers, né le 24 août 1946 à Islington à Londres, est un joueur de football. Il a été le manager général des Arsenal Ladies depuis sa création en 1987 jusqu'en 2009.

## Carrière de joueur
Akers a joué arrière gauche pour Cambridge United (122 matchs entre 1971 et 1974) et Watford (22 matchs entre 1974 et 1975) comme défenseur central.

## Carrière de manager
Il rejoint Arsenal en 1986 et fonde Arsenal Ladies en 1987. Il a dirigé Arsenal Ladies durant chaque compétition majeure du  football féminin anglais et a amené l'équipe à la victoire de la Coupe UEFA féminine en avril 2007.
Après 22 ans et 32 trophées majeurs, Vic Akers se retire du poste de manager d'Arsenal Ladies. Il termine notamment son parcours par six titres consécutifs de champion d'Angleterre.